# Archelaos (filozof)
Archelaos, řecky Ἀρχέλαος, byl řecký antický filozof. Žil v 5. století př. n. l. Byl žákem Anaxagorovým a učitelem Sókratovým.

## Život a názory
Archelaos se narodil zřejmě v Athénách, je ale také možné, že pocházel z Milétu. Byl Anaxagorovým žákem a podle Díogena Laertského, který je k tomuto filozofovi hlavním pramenem, učitelem Sókratovým. Díogenés tuto zprávu převzal z pamětí Ióna z Chiu, básníka, který měl oba potkat na ostrově Samu. Archelaos se tam spolu se Sókratem v letech 441–439 účastnil výpravy Athén proti tomuto ostrovu. O jeho životě není nic dalšího známo až na to, že se přátelsky stýkal s athénským politikem a vojevůdcem Kimónem a dramatikem Sofoklem.
Vlastní Archelaova díla se nedochovala, takže se jeho učení rekonstruuje z prací Díogena, Simplikia, Plútarcha a Hippolyta Římského. Archelaos se v jistém smyslu navrátil k názorům Anaximenovým, protože stejně jako on považoval za pralátku vzduch, vznikající rozpálením. Z prvotního rozžhavení pak vznikla všechna nebeská tělesa. Jak se vzduch oteploval a ochlazoval, vznikl oheň a voda. Všichni živočichové včetně lidí vznikli z bahna a každý z nich má ducha. Někteří ho používají rychleji, jiní pomaleji. Archelaos se měl zabývat i etickými otázkami. Lidé si podle něj sami vytvořili zákony a umění, zorganizovali se do obcí a ustanovili si vládce. I pojmy "spravedlivý" a "ničemný" nejsou dané a priori, nýbrž jsou založeny na dohodě lidí. Pokud je tato Díogenova zpráva pravdivá, lze Archelaa považovat za předchůdce sofistů.